# Lista de prêmios e indicações recebidos por Ashanti
O artigo a seguir documenta as indicações e prêmios recebidos pela cantora, compositora e atriz  americana Ashanti.

## Grammy
| Ano  | Categoria                         | Gênero  | Título                   | Resultado |
| ---- | --------------------------------- | ------- | ------------------------ | --------- |
| 2003 | Best New Artist                   | General | "Ashanti"                | Nomeado   |
| 2003 | Best Contemporary R&B Album       | R&B     | "Ashanti"                | Ganhou    |
| 2003 | Best Rap/Sung Collaboration       | Rap     | "Always on Time"         | Nomeado   |
| 2003 | Best Rap/Sung Collaboration       | Rap     | "What's Luv"             | Nomeado   |
| 2003 | Best Female R&B Vocal Performance | R&B     | "Foolish"                | Nomeado   |
| 2004 | Best Female R&B Vocal Performance | R&B     | "Rain On Me"             | Nomeado   |
| 2004 | Best R&B Song                     | R&B     | "Rock Wit U (Awww Baby)" | Nomeado   |
| 2004 | Best Contemporary R&B Album       | R&B     | Chapter II               | Nomeado   |

## Prêmios recebidos e nomeações
Listado por ano, vitórias são indicadas em negrito

### 2002
- MuchMusic Video Awards
  - Best International Video ("Always On Time")

- BET Awards
  - Best New Artist
  - Viewer's Choice Award ("Always On Time")

- Lady of Soul Awards
  - Best R&B/Soul New Artist
  - Aretha Franklin Entertainer of the Year
  - Best R&B/Soul Single ("Foolish")
  - R&B/Soul Album of the Year ("Ashanti")
  - R&B/Soul Song of the Year ("Foolish")
  - Best R&B/Soul Music Video ("Foolish")

- Teen Choice Awards
  - Choice Breakout Artist
  - Choice R&B/Hip-Hip Single ("Foolish")
  - Choice Music Collaborations ("Always On Time")
  - Choice Music Collaborations ("What's Luv")

- MOBO Awards
  - Best R&B Act
  - Best Hip Hop Act (Ashanti with Ja Rule)
  - Best Newcomer
  - Best Video ("Always On Time")
  - Best Album ("Ashanti")
  - Best Single ("Always On Time")
  - Best Single ("What's Luv")

- MTV Video Music Awards
  - Best Female Video ("Foolish")
  - Best R&B Video ("Foolish")
  - Best New Artist In A Video ("Foolish")
  - Best Hip-Hop Video ("What's Luv")
  - Best Hip-Hop Video ("Always On Time")

- Fannies (KISS 92 FM) 
  - Favourite New Artist
  - Favourite CD ("Ashanti")
  - Favourite Video ("Always On Time")
  - Favourite Collaboration ("Always On Time")
  - Favourite Collaboration ("What's Luv")
  - Favourite Collaboration ("Down 4 U")

- Billboard Music Awards
  - Female Artist of the Year
  - Top New Pop Artist of the Year
  - Hot 100 Singles Artist of the Year
  - R&B/Hip-Hop Artist of the Year
  - R&B/Hip-Hop Female Artist of the Year
  - New R&B/Hip-Hop Artist of the Year
  - R&B/Hip-Hop Single of the Year ("Foolish")
  - R&B/Hip-Hop Singles Artist of the Year

- Guinness Book of World Records
  - Best/Greatest Albums of All Time ("Ashanti") (700,000,000)

- VH1 Big in 2002 Awards 
  - Lolita Ford Award

- The Z Awards (Z100 New York) 
  - Favorite New Artist

### 2003
- ASCAP Pop Music Awards[2]
  - Award-Winning Pop Songs ("Foolish")

- ASCAP Rhythm & Soul Music Awards[3]
  - Top R&B/HIP-HOP Song ("Foolish")
  - Award-Winning R&B/HIP-HOP Songs ("Baby")
  - Award-Winning Rap Songs ("Down 4 U")

- American Music Awards
  - Favorite New Artist in Pop/Rock 
  - Favorite New Artist in Hip-Hop/R&B 
  - Fans Choice Award
  - Favorite Female Artist in Hip-Hop/R&B
  - Favorite Album - Pop or Rock 'n Roll Music ("Ashanti")
  - Favorite Album - Hip-Hop / Rhythm & Blues Music ("Ashanti")

- Soul Train Awards 
  - Best R&B/Soul Single, Female ("Foolish")
  - Best R&B/Soul Album, Female ("Ashanti")
  - R&B/Soul or Rap Album of the Year ("Ashanti")

- BRIT awards

- - Best international female

- NAACP Image Awards
  - Outstanding New Artist
  - Outstanding Female Artist

- Nickelodeon Kids Choice Awards
  - Best New Artist

- DoSomething.org 
  - Celebrity Service Award[4]

- MTV Video Music Awards
  - Best R&B Video ("Rock Wit U (Awww Baby)")

- MTV Video Music Awards (Japan)
  - Best New Artist in a Video ("Foolish")
  - Best R&B Video ("Foolish")

### 2004
- ASCAP Pop Music Awards[5]
  - Award-Winning Pop Songs ("Rock Wit U (Awww Baby)")

- ASCAP Rhythm & Soul Music Awards[6]
  - Award-Winning R&B/HIP-HOP Songs ("Rain On Me")

- 2004 Soul Train Awards 
  - Best R&B/Soul Single (Female) ("Rain On Me")

- Do Something Brick Awards
  - "Do Something" Brick Award ("Rain on Me")

- Source Awards 
  - R&B Artist of the Year

- Billboard Music Awards
  - Best R&B/Hip-Hop Female Artist

- Nickelodeon Kids Choice Awards
  - Favorite Female Singer

- First Annual Book Awards 
  - Songwriter of the year ("Foolish/Unfoolish"/ "Chapter II")

### 2005
- Black Reel Awards 
  - Best Breakthrough Performance (Coach Carter)

- MTV Movie Awards
  - Breakthrough Female Performance (Coach Carter)

- Image Awards 
  - Outstanding Supporting Actress in a Motion Picture (Coach Carter)

- MTV Video Music Awards Japan
  - Special Category: Style Award

- Teen Choice Awards
  - Choice "It" Girl

### 2008
- BET Awards
  - Video of the Year ("The Way That I Love You")
- Music Choice Awards
  - Breakup Video of the Year ("The Way That I Love You")
- MCP 2008 Year End Award Winners
  - Best MCP Interview of 2008
- Brandy (25.1%)
- Michelle Williams (7.5%)
- Ashanti (55.5%)
- John Legend (6.4%)
  - Video of the Year
- Erykah Badu - Honey (10.4%)
- Ashanti - The Way That I Love You (63.0%)
- Solange - T.O.N.Y (6.1%)
- T-Pain - Can’t Believe It (16.3%)
  - Affiliate of the Year
- LeToyaOnline (5.1%)
- MonicaSoul (23.2%)
- OnlyKeyshia (25.3%)

- AshantiDouglas (45.1%)

### 2010
- 20th Annual NAACP Theatre Awards
- Ashanti Received the 2010 NAACP Theatre Spirit Award

### 2013
Soul Train Awards
- Best Independent R&B/Soul Performance("Never Should Have")